# 南纬84度线
南緯84度線是地球赤道平面以南84度的纬线，位在南極圈內。它全部只經過南極洲。
這條緯度線位在地球最南端的海洋南冰洋以南。